# Maltesholms naturreservat
Maltesholms naturreservat är ett naturreservat i Kristianstads kommun i Skåne län.
Området är naturskyddat sedan 2003 och är 29 hektar stort. Reservatet ligger vid en väg till Maltesholms slott och består av gammal bokskog.